# Pauridiantha rubens
Pauridiantha rubens is een plantensoort uit de sterbladigenfamilie (Rubiaceae). Het is een struik of een boom die een groeihoogte tot 7 meter kan bereiken. De stam kan tot 15 centimeter in diameter zijn. De bladeren hebben een roodachtige kleur aan de onderzijde.
De soort komt voor in tropisch Afrika, van Nigeria tot in Congo-Kinshasa. Hij groeit daar langs bosranden en op open plekken, op hoogtes van zeeniveau tot 500 meter.
In Equatoriaal-Guinea wordt uit de jonge bladeren van de boom een rode kleurstof gewonnen.
... · 
Afrocanthium · 
Asperula (Bedstro) · 
Atractocarpus · 
Belonophora · 
Bouvardia · 
Breonadia · 
Byrsophyllum · 
Callipeltis · 
Cephalanthus (Kogelbloem) · 
Chassalia · 
Cinchona · 
Coffea (Koffie) · 
Coprosma · 
Cruciata · 
Deppea · 
Galium (Walstro) · 
Gardenia · 
Genipa · 
Morinda · 
Nertera · 
Pentas · 
Plocama · 
Portlandia · 
Psydrax · 
Richardia · 
Rothmannia · 
Rubia · 
Rutidea · 
Rytigynia · 
Sabicea · 
Sarcocephalus · 
Sericanthe · 
Sherardia · 
Spermacoce · 
Tarenna · 
Tricalysia · 
Uncaria · 
Vangueria · 
Virectaria ·  
Wendlandia · 
...